# Partido Progressista (Portugal)
Die Progressive Partei (portugiesisch Partido Progressista) war eine der beiden bedeutenden politischen Parteien während der konstitutionellen Phase der portugiesischen Monarchie. Sie wurde 1876 als Vereinigung der Historischen Partei mit der Reformistischen Partei gegründet und stand in der Tradition der liberalen Setembristen. Die Partei vereinigte also sämtliche liberalen Kräfte, die sich nicht als konservativ betrachteten.
Nach heutigen Maßstäben könnte man sie als linksliberal-progressiv bezeichnen. Die Progressiven forderten unter anderem eine Verfassungsreform, die Ausweitung des Wahlrechts auf weitere Wahlberechtigte, Dezentralisierung in der Verwaltung sowie eine Reorganisation der Finanzverwaltung und der Justiz. Ihr bedeutendster Gegenspieler war die Regenerationspartei.
Die Partei stellte 1879–1881, 1886–1890, 1897–1900 und 1904–1906 viermal den portugiesischen Regierungschef. Die wichtigsten Führer der Partei waren Anselmo José Braamcamp und José Luciano de Castro. 1909, bereits in der Endphase der portugiesischen Monarchie, stellte die Partei noch vier Minister. Nach dem Fall der Monarchie 1910 spielte die Partei in der ersten portugiesischen Republik keine Rolle mehr.

## Vorgeschichte
Nach ihrem Sieg über die Anhänger der absoluten Monarchie (Absolutismus) im so genannten Miguelistenkrieg teilten sich die Befürworter einer konstitutionellen Monarchie (in Portugal „Liberale“ genannt) schnell in einen konservativen (Cartisten) und einen linksliberalen (Setembristen) Flügel. Aus diesen Bewegungen entwickelten sich die beiden großen Parteien, die die portugiesische Innenpolitik in der Zeit des Konstitutionalismus prägen sollten, die Regenerationspartei auf der konservativen und die Historische Partei auf der linksliberalen Seite des Parteienspektrums. Seit der Regierungsübernahme Peter V. 1855 entwickelte sich in Portugal das System des so genannten „Rotativismus“. Dabei kamen Vertreter beider großen Parteien abwechselnd an die Regierung, wobei man darauf achtete, dass beide Parteien ungefähr die gleiche Zeit regierten. Sobald eine Partei dabei nicht mehr in der Lage war, die Regierung auszuüben, gab sie ihr Mandat an den Monarchen zurück, dieser ernannte dann einen Regierungschef aus der Opposition. Erst danach löste der Monarch das Parlament auf, so dass sichergestellt war, dass die gerade zu Regierungsverantwortung gekommene Partei auch eine parlamentarische Mehrheit bekam, was man notfalls durch Manipulation der Wahlen sicherstellte (was nicht schwer war, angesichts der Tatsache, dass sowieso nur ein Prozent der Bevölkerung wahlberechtigt war). 
Von 1865 bis 1868 wurde dieses System zum ersten Mal durch eine Koalition der beiden großen Parteien unter Führung der Regenerationspartei unterbrochen (sog. Governo da fusão). Innerhalb der Historischen Partei gab es einigen Widerstand gegen die große Koalition, der schließlich dazu führte, dass der Markgraf von Sá da Bandeira mit seinen Anhängern die Partei verließ, um eine eigene Partei, die Reformistische Partei zu gründen. Die Reformisten waren aber im Großen und Ganzen nur ein Unterstützungsverein für Sá da Bandeira, nach dessen Tod 1876 vereinigten sie sich deshalb wieder mit der Historischen Partei. Aus dieser Vereinigung wurde die Progressive Partei geboren.

## Von der Parteigründung bis zum Tode Braamcamps
Die Progressive Partei übernahm von ihren Vorgängern, der Historischen und der Reformistischen Partei, deren Platz in dem System des „Rotativismus“, wechselte sich also mit der Regenerationspartei in der Regierungsverantwortung ab.
Die Regenerationspartei stand seit 1861 ganz unter dem Einfluss des konservativen Politikers António Maria de Fontes Pereira de Melo, der die portugiesische Politik während seiner ersten Regierungszeit von 1871 bis 1878 prägen sollte. Die Historische Partei, unter ihrem Führer Braamcamp, und ab 1876 die Progressive Partei, die ebenfalls von Braamcamp geleitet wurde, wurde zu einer Sammelbewegung der Gegner von Fonte de Melo. Sogar einige Anhänger republikanischer Ideen fanden in der Partei Platz. 1879 wurde Fontes de Melo von König Ludwig I. erneut zum Regierungschef ernannt, was wütende Proteste der Progressiven hervorrief. Im gleichen Jahr stürzte die zweite Regierung Fontes über einen Skandal und die Progressiven kamen mit Braamcamp als Ministerpräsidenten zum ersten Mal an die Regierung. Sie versprachen eine Regierung der „Moral und Freiheit“ (moraldade e liberdade). Die Wahlen des Jahres 1879 konnte die Partei gewinnen.
Fontes de Melo, der Oppositionsführer und Präsident des Oberhauses wurde, stand in kompromissloser Opposition zu der progressiven Regierung. 1881 gelang es ihm schließlich, die Regierung Braamcamp zu stürzen und erneut selbst die Regierung zu übernehmen. Braamcamp wurde Oppositionsführer, verstarb aber 1885, bevor es ihm gelang, die Regierungsverantwortung zurückzuerobern.

## Nach dem Tode Braamcamps
Nach dem Tode Braamcamps übernahm José Luciano de Castro das Amt des Parteivorsitzenden der Progressiven und Oppositionsführer. Als Fontes de Melo 1886 wegen eines Steuerstreits zurücktreten musste, wurde Luciano de Castro zum ersten Mal Ministerpräsident. Über die so genannte Kolonialkrise, bei der es um einen Streit zwischen Großbritannien und Portugal um konkurrierende Ansprüche im südlichen Afrika ging, verlor de Castro 1890 sein Amt an António de Serpa Pimentel, der von dem zwischenzeitlich verstorbenen Fontes de Melo die Führung der Regenerationspartei übernommen hatte. 
In der Folgezeit verschlechterte sich die politische Lage des Landes zunehmend. Große wirtschaftliche Probleme führten zum Staatsbankrott (1891), die innenpolitische Situation war durch ein starkes Anwachsen der republikanischen Kräfte geprägt. Der König versuchte es in der Zeit von 1890 bis 1893 mit nicht parteigebundenen Regierungen, kehrte aber 1893 zum traditionellen System zurück und ernannte erneut einen Politiker der Regenerationspartei, Ernesto Rodolfo Hintze Ribeiro, zum Ministerpräsidenten. In dieser Zeit verlor die Progressive Partei eine Reihe von Wahlen, ihre parlamentarische Repräsentanz sank bei den Wahlen von 1894 auf nur elf Abgeordnete.
Dies änderte sich, als 1897 Luciano de Castro zum zweiten Mal Ministerpräsident wurde. Die Progressiven gewannen die Wahlen von 1897 und 1899. 1901 kam es zu einer Spaltung innerhalb der Regenerationspartei, João Franco verließ mit seinen Anhängern die Partei, um die Liberale Regenerationspartei zu gründen. Als sich 1906 die Progressiven in der Opposition befanden und erneut Hintze Ribeiro von der Regenerationspartei regierte, verbündete sich die Progressive Partei mit der Liberalen Regenerationspartei in der Liberalen Konzentration (concentração liberal). Die Progressiven unterstützten zunächst João Franco, der ab 1906 an die Macht kam. Als dieser sich aber zunehmend von seiner anfangs liberalen Politik gegenüber den Republikanern verabschiedete und eine immer stärker autoritär gefärbte Politik verfolgte, entzogen sie ihm 1907 ihre Unterstützung. Bei den Wahlen von April 1908, kurz nach der Ermordung König Karl I., konnten sie noch einmal einen großen Erfolg verbuchen und errangen 59 der 157 Parlamentssitze. Der neue König Manuel II. ernannte von 1908 bis 1910 überparteiliche Regierungen, in denen die Progressive Partei immer mehrere Minister stellte. Besonders Luciano de Castro verfügte in der Endphase der Monarchie über einen großen Einfluss und wurde zu einer Art „Königsmacher“, dem im Wesentlichen die Ernennung der Regierungen Ferreira do Amaral, Campos Henriques und de Sousa Teles zu verdanken war. 
Nach Ende der Monarchie 1910 übte die Partei keinen Einfluss mehr in der portugiesischen Innenpolitik aus. Eine Reihe ihrer Mitglieder schlossen sich der Republikanischen Partei (PRP) an.